# Saint-Arroumex
Saint-Arroumex è un comune francese di 145 abitanti situato nel dipartimento del Tarn e Garonna nella regione dell'Occitania.

## Società

### Evoluzione demografica
Abitanti censiti